# Community Exchange System
Das Community Exchange System (engl. für ‚Tauschringsystem‘, Abkürzung CES) ist ein weltweit verfügbares, gemeinschaftsbasiertes Netzwerk von Komplementärwährungen. Seine Organisationseinheiten sind unabhängige lokale Tauschringe in vielen Ländern. Die Tauschringe sind durch die CES-Webseite miteinander verbunden, die Tauschoperationen auch auf weltweiter Ebene erlauben.
Dieser Tausch findet ohne die Nutzung von handelsüblichem Geld statt. Jeder Tauschring hat seine eigene „Währung“, die in einem Kontensystem die transferierten Werte zwischen den Tauschenden festhält. Die meisten Tauschringe funktionieren auf der Grundlage von gegenseitigem Kredit, während andere als Zeitbank geführt werden. Einige nutzen auch Papierwährungen als transportable Form von elektronischen Krediten.
Das Community Exchange System wurde als Kapstadt-Zeitbank im Februar 2003 von Tim Jenkin gegründet und bestand nach eigenen Angaben zu Anfang des Jahres 2013 aus 493 einzelnen Tauschringen in 53 Ländern. CES ist das erste und bisher einzige weltweite Netzwerk für Tauschringe mittels Komplementärwährungen.
Neue Nutzer können sich bei einem lokalen Tauschring anmelden, entweder physisch oder direkt online und damit wird ihnen ein Konto im CES bei diesem Tauschring eröffnet. Dieses Konto gibt den Nutzern den Zugang zu einem nach Kategorien sortieren Markt, wo sie ihre Güter und Dienstleistungen anbieten bzw. auf dort hinterlegte Nachfragen hin bieten können. Neue und existierende Tauschringe und Zeitbanken können sich im CES anmelden und Teil des weltweiten Tauschnetzwerkes werden oder aber als geschlossene Nutzergruppe funktionieren.